# Pariphinotus tuckeri
Pariphinotus tuckeri is een vlokreeftensoort uit de familie van de Phliantidae. De wetenschappelijke naam van de soort is voor het eerst geldig gepubliceerd in 1910 door Kunkel.